# Prepaid
Prepaid is de benaming die wordt gegeven aan diensten die verleend worden waarvoor reeds vooruit een bedrag betaald is. De wijze waarop de waarde van een prepaid-tegoed wordt opgeslagen is afhankelijk van de dienst. Diegene die de dienst wil verkrijgen kan enerzijds een kaart kopen die een bepaalde waarde vertegenwoordigt of laat elektronisch een bepaalde waarde op een kaart laden. Anderzijds kan een tegoed worden toegevoegd aan iemands account (gebruikersnaam) of nummer.
Prepaid wordt voor verschillende diensten gebruikt, maar is het meest bekend van het vooruitbetaalde beltegoed van mobiele telefoons. Prepaid (tegoeden voor) diensten zijn:
- beltegoed van gsm's (mobiele telefoons)
- bellen via internet zoals via VoipBuster en SkypeOut
- telefoonkaarten
- prepaid-debetkaarten
- cadeaubonnen
- tolkaarten, rekeningrijden/kilometerheffing
- Google Play-tegoed

Ook als men iets direct wil betalen moet men dat soms in twee stappen doen, namelijk een tegoed aanschaffen en daarmee betalen. De tegenhanger van prepaid is achteraf betalen (postpaid). Daarnaast bestaat er bij telefoons ook sim only.
Een tussenvorm is het reizen op saldo met de OV-chipkaart - men betaalt een bedrag vooraf, maar moet mogelijk achteraf bijbetalen. Bijvoorbeeld bij NS met Dal Voordeel betaalt men vooraf minstens € 6 en niet meer dan € 10, namelijk het hele saldo indien dat binnen deze grenzen ligt en € 10 als het hoger is (inchecken is niet mogelijk als het saldo lager dan € 6 is). Een reis (tussen in- en uitchecken) kost echter maximaal € 24,60, dus er kan bij een reis een schuld ontstaan van maximaal € 18,60. Een andere bijzonderheid is dat een positief saldo onder voorwaarden uitbetaald kan worden.
Prepaid kan elementen van een abonnement hebben, bijvoorbeeld bij een internetbundel voor een bepaalde periode die men automatisch steeds opnieuw koopt tot men deze opzegt. Het verschil met een abonnement is dan nog steeds dat de verlengingen stoppen als het beltegoed waaruit de bundel steeds betaald wordt ontoereikend is geworden.
In Nederland wordt bij de aankoop van prepaidproducten zoals cadeaubonnen en beltegoed geen btw geheven.